# Gawain Jones
Gawain Jones (11 de desembre de 1987) és un jugador d'escacs anglès, que té el títol de Gran Mestre des de 2007. Està casat amb la Mestre Internacional Femení Sue Maroroa.
A la llista d'Elo de la FIDE del desembre de 2021, hi tenia un Elo de 2665 punts, cosa que en feia el jugador número 3 (en actiu) d'Anglaterra, i el 73è millor jugador al rànquing mundial. El seu màxim Elo va ser de 2709 punts, a la llista del juny de 2019.

## Resultats destacats en competició
El juny de 2013 fou campió del Torneig de Hastings amb 7½ de 9 després de derrotar a Daniel Alsina a la darrera partida.
L'abril de 2016 fou campió de l'Obert de Dubai amb 7½ punts de 9, els mateixos punts que Vladímir Akopian però amb millor desempat.
Del 30 de maig al 10 de juny de 2017, va prendre part en el Campionat d'Europa individual on va fer 7½ punts d'11 (+6–3=2), un punt per sota de Maksim Matlakov, Baadur Jobava i Vladímir Fedosséiev. Matlakov guanyà el torneig en el desempat. Amb aquest resultat li donà dret a participar el setembre a Tbilisi en la Copa del Món de 2017, on fou derrotat per Jorge Cori per ½ a 1½ a la primera ronda.
El novembre de 2017 fou per segon cop campió de la Gran Bretanya en derrotar a Luke McShane en els play-off després que en el torneig juntament amb David Howell i Craig Hanley empatessin amb 7 punts.
El març de 2019 fou membre de l'equip anglès que va quedar segon al Campionat del món per equips a Astanà.

### Participació en olimpíades d'escacs
Jones ha participat, representant Anglaterra, en quatre Olimpíades d'escacs entre els anys 2008 i 2014, amb un resultat de (+9 =21 –8), per un 51,3% de la puntuació. El seu millor resultat el va fer a l'Olimpíada del 2010 en puntuar 6 de 8 (+4 =4 -0), amb el 75,0% de la puntuació, amb una performance de 2647.